# 实兰沟县

实兰沟县地图

实兰沟县（英語： 馬來語：），也譯實蘭高縣，是砂拉越诗巫省下辖的一个县，人口约有2.2万（2010数据），伊班族占多数。
实兰沟地区最初是属于沐胶县管辖。由于该地区的经济与人口迅速发展，使其在2002年3月1日正式成为县，同时也成了诗巫省下辖的县。